# Федин, Дмитрий Васильевич
Дмитрий Васильевич Федин (род. 11 января 1956, Москва) — советский и российский хоккеист, защитник. Мастер спорта СССР. Российский тренер.

## Биография
Провёл детство в районе ВДНХ, затем переехал с семьёй в Медведково. Зимой играл в спартаковской спортшколе в хоккей (тренер Михаил Фёдорович Иванов, затем — Вячеславу Ванифатьевич Долгушин), летом в футбол за «Юность» из Лосинки. В чемпионате СССР дебютировал в составе «Спартака» Москва в 16 лет, проведя два матча в мае 1973 года. За три следующих сезона сыграл в чемпионате 22 матча. Летом 1976 года перешёл в саратовский «Кристалл», сыграл в чемпионате один матч — и что-то случилось: не хочу играть. Уехал домой. По приглашению тренера Владимира Голева перешёл в «Ижсталь» Ижевск. Отыграл в команде восемь сезонов. После смены тренера перешёл в «Торпедо» Тольятти, откуда через три года вернулся в «Ижсталь».
Играл за «Прогресс» Глазов (1990/91, 1991/92, 1994/95, 1995/96. Выступал за болгарскую «Славию» София (1989/90, 1990/91, 1993/94). За югославскую «Црвену звезду» по данным статистических сайтов играл в течение трёх сезонов 1992/93 — 1994/95), по словам Федина, мы оттуда в конце декабря уехали. Не платили, обманывали. По 2000 марок за шесть месяцев выдали — и всё.
Серебряный призёр юниорского чемпионата Европы 1974, победитель юниорского чемпионата Европы 1975. Победитель неофициальных молодёжных чемпионатов 1974 и 1975.
Бронзовый призёр Балканской лиги. Чемпион и обладатель Кубка Болгарии. Чемпион СРЮ.
Окончил Московский институт физкультуры. Работал в СДЮСШОР «Ижсталь», входил в тренерский штаб взрослой и молодёжной команд. В «Ижстали» играл и работал с Сергеем Абрамовым.